# Pohybné e
Pohybné e nebo vkladné e je nejčastější vzniková nebo zániková alternace v češtině. Historicky souvisí s vývojem jerů. V současné češtině se až na výjimky (švec – ševce) projevuje vkládáním hlásky e mezi dvě poslední souhlásky na konci slova (babka – babek, domek – domku) pro usnadnění výslovnosti.

## Příklady
Vkladné e se systematicky objevuje při ohýbání substantiv, kdy se u slov, jejichž kmen končí souhláskovou skupinou, vkládá e ve tvarech, které mají prázdnou (nulovou) koncovku před poslední souhlásku kmene (psa – psovi - pes; vši – vší – veš; domku – domek).
Řidčeji se stejná alternace objevuje i v jiných případech. Tyto alternace jsou považovány někdy za zánikové (čekat – počkat, nadechnout – nadchnout, četl – čtla (knižní)), jindy za vznikové (služba – služebný, hra – herna, hnát – ženu, žrát – žeru), v některých případech není směr alternace jednoznačný (brát – bere, mlít – mele, zvát – zove).